# Larkspur, Kalifornien
Larkspur är en stad (city) i Marin County, i delstaten Kalifornien, USA. Enligt United States Census Bureau har staden en folkmängd på 12 054 invånare (2011) och en landarea på 7,8 km².